# Falco KC Szombathely

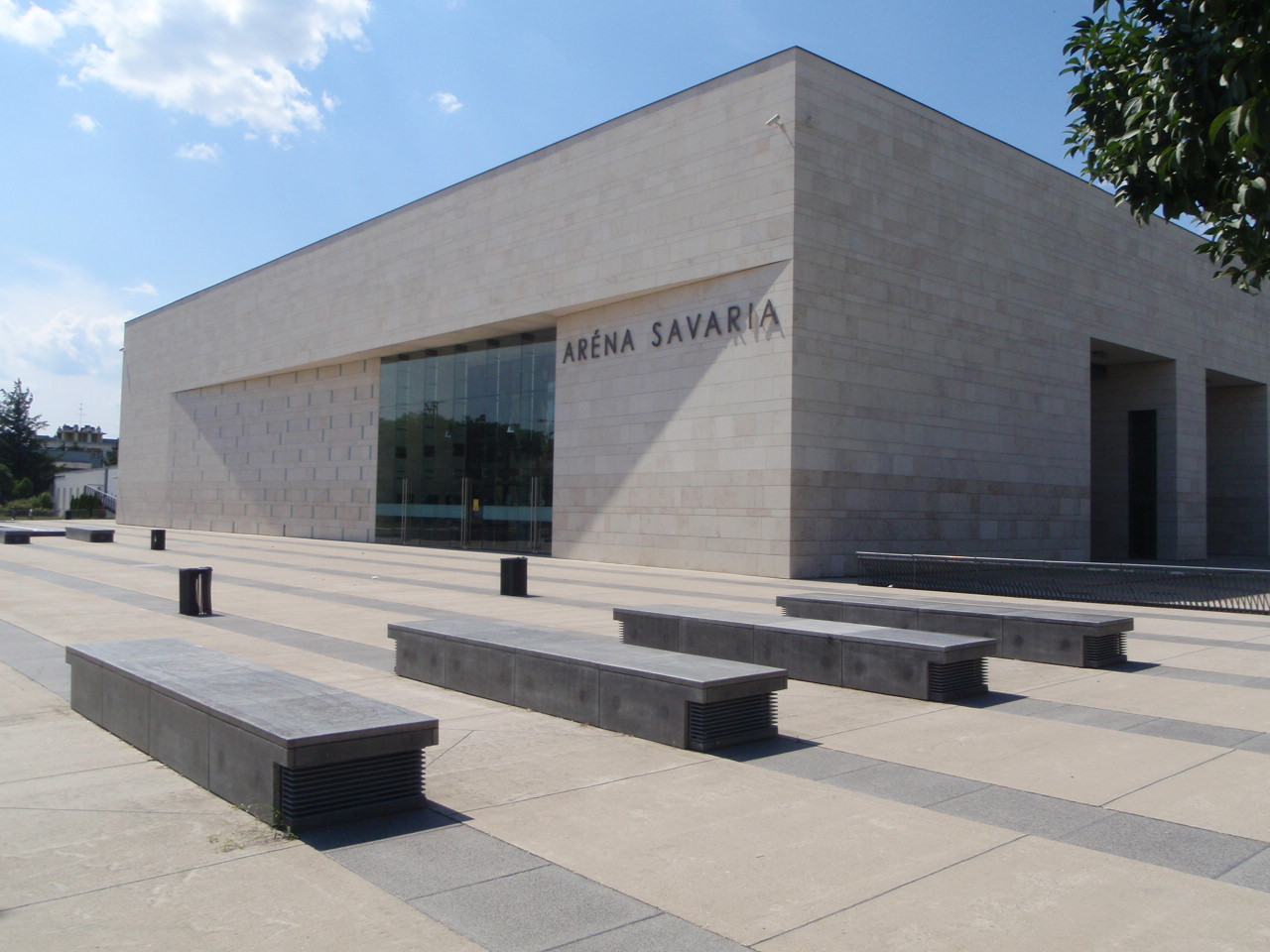
Aréna Savaria sportcsarnok, a csapat otthona 2003 óta

A Falco KC Szombathely Szombathely hatszoros magyar bajnok és háromszoros kupagyőztes NB I/A csoportos kosárlabdacsapata.

## Története

### Szombathelyi kosárlabda előzményei
1954 és 1963 között a Szombathelyi Haladás (Lokomotív, Törekvés) csapata vett részt az első osztályban, 1954-ben és 1955-ben tizedik, 1956-ban kilencedik, majd tizenkettedik és újra kilencedikek lettek, 1959-ben 14. helyen zártak és kiestek. 1960-ban egyből feljutottak, 1961-ben és 1962-ben tizenkettedikek lettek, 1963-ban újra 14. helyen végeztek, és kiestek.

### Alsóbb osztályokban
Az 1980-as évek legelején két, vegetáló NB II-es férfi kosárlabdacsapat működött Szombathelyen. 1980-ban heti egyszeri találkozókkal csapatot kezdett építeni a Fakombinát, a város egyik legsikeresebb cége is. Pár megszállott, így például Gráczer György és Németh István fanatizmusának köszönhetően megmozdult valami a városban. Az új csapat a megyei bajnokságban indult. 1987-ben a Fakombinát - más néven a Falco - vezetősége elhatározta, hogy biztosítja a csapatnak a magasabb szintre kerülés lehetőségét, vagyis komoly anyagi támogatást juttat a csapathoz.
Az első, 1987–1988-as szezonban az NB II/B csoportjának bajnoka lett a Falco. Ekkor a csapat az NB I-be kerülést célozta meg három éven belül. Az első évben a Déri Csaba vezette csapat csupán két vereséggel zárta az alapszakaszt, ám a rájátszásban nem sikerült kiharcolni az első osztályba kerülést. A következő szezonban azonban sikerült a cél elérése, így a Szombathelyi Haladás 1963-as kiesése után ismét NB I-es csapat játszott Szombathelyen.
A B csoportban előbb a gyökeret verés, majd az A csoportba jutás lett a cél, és utóbbit már 1992-ben, Földi Sándor irányításával teljesítették.

### Az élvonalban
A friss újonc Falco első élvonalbeli évében 12. helyen zárt, ezután, 1993 óta egy szezon (2005–2006) kivételével mindig bejutott a legjobb 8 csapat közé, és a felsőházi rájátszásban játszott. 1997-ben bronz-, 1998-ban ezüstérmet szereztek a kupában, 1999-ben pedig először bejutottak a bajnokság elődöntőjébe, sőt a döntőbe is, ahol az Albacomp csapata 4–1 arányban nyert. Ezután három év alatt két bronzérmet is begyűjtöttek és közben két évig a Szuper Liga és a Korać Kupa résztvevői voltak, előbbiben egy arany- és egy ezüstérmet szerezve.
A következő öt évben nem sikerült érmet gyűjteni a csapatnak, a csapat pénzügyi válságba került, amiből szerényebb körülmények vállalása mellett sikerült kilábalni. A csapat ekkor (ahogy korábban és később is) nagyban támaszkodott Kálmán Lászlóra, aki egymás utáni 3 évben is gólkirály lett (2004, 2005, 2006).
2007-ben a szezon közben érkező Srećko Sekulović edzővel bejutottak a legjobb 4 közé, majd az ő irányításával a következő szezonban megnyerték a bajnokságot, a kupában pedig ezüstérmet szereztek 2-szeri hosszabbítás után az Atomerőmű SE ellen. A kupát a következő két évben sem sikerült megszerezni, 2009-ben a Pécsi VSK-Pannonpower, 2010-ben a ZTE KK csapata bizonyult jobbnak a döntőben.
2012-ben a csapat megnyerte az alapszakaszt, de a bajnoki döntőben kikapott a Szolnoki Olaj KK-tól.
2016-2017-es szezonban és 2017-2018-as szezonban is a második helyezést érték el a szombathelyiek.
Végül a 2018-2019-es szezonban, a rájátszásban veretlenül 10 év után újra nyerni tudott a csapat.

## Eredmények
| Évad      | Magyar bajnokság         | Magyar kupa | Nemzetközi szereplés                      |
| 1989–1990 | megyei bajnokság 1. hely |             |                                           |
| 1989–1990 | NB II/B csoport 1. hely  |             |                                           |
| 1989–1990 | NB II/A csoport 2. hely  |             |                                           |
| 1989–1990 | NB II/A csoport 1. hely  |             |                                           |
| 1990–1991 | NB I/B csoport 8. hely   |             |                                           |
| 1991–1992 | NB I/B csoport 3. hely   |             |                                           |
| 1992–1993 | 9. hely                  |             |                                           |
| 1993–1994 | 8. hely                  |             |                                           |
| 1994–1995 | 7. hely                  |             |                                           |
| 1995–1996 | 8. hely                  |             |                                           |
| 1996–1997 | 5. hely                  | 3. hely     |                                           |
| 1997–1998 | 7. hely                  | 2. hely     | Szuper Liga 1. hely, Korać Kupa részvétel |
| 1998–1999 | 2. hely                  |             | Szuper Liga 2. hely, Korać Kupa részvétel |
| 1999–2000 | 3. hely                  |             |                                           |
| 2000–2001 | 5. hely                  |             |                                           |
| 2001–2002 | 3. hely                  |             |                                           |
| 2002–2003 | 7. hely                  |             |                                           |
| 2003–2004 | 6. hely                  |             |                                           |
| 2004–2005 | 7. hely                  |             |                                           |
| 2005–2006 | 11. hely                 |             |                                           |
| 2006–2007 | 4. hely                  |             |                                           |
| 2007–2008 | 1. hely                  | 2. hely     |                                           |
| 2008–2009 | 4. hely                  | 2. hely     |                                           |
| 2009–2010 | 6. hely                  | 2. hely     |                                           |
| 2010–2011 | 7. hely                  |             |                                           |
| 2011–2012 | 2. hely                  |             |                                           |
| 2012–2013 | 7. hely                  |             |                                           |
| 2013–2014 | 11. hely                 |             |                                           |
| 2014–2015 | 6. hely                  |             |                                           |
| 2015–2016 | 9. hely                  |             | FIBA Európa-kupa                          |
| 2016–2017 | 2. hely                  |             |                                           |
| 2017–2018 | 2. hely                  | 2. hely     | FIBA Európa-kupa                          |
| 2018–2019 | 1. hely                  | 2. hely     | FIBA Európa-kupa                          |
| 2019–2020 | félbeszakadt             | elmaradt    | FIBA Bajnokok Ligája                      |
| 2020–2021 | 1. hely                  | 1. hely     | FIBA Bajnokok Ligája                      |
| 2021–2022 | 1. hely                  |             | FIBA Bajnokok Ligája Top 16               |
| 2022–2023 | 1. hely                  | 1. hely     | FIBA Bajnokok Ligája                      |
| 2023–2024 | 1. hely                  | 3. hely     | FIBA Bajnokok Ligája                      |

## A bajnokcsapatok kerete
A 2007–2008-ban magyar bajnok Falco KC tagjai:
- Játékosok: Mikalai Aliakseyeu (), Borszéki Csaba, Andrija Csirics (), Csiszár Dániel, Jara Rubin Doyne (), Edwin Draughan (), Feigl Imre, Trevor Harvey (), Horváth Dávid, Arnas Kazlauskas (), Kálmán László, Pankár Tibor, Papp Balázs, Szanati Mátyás, Váradi Kornél, Will Tamás.
- Edző: Srećko Sekulović ().

A 2018-2019-ben magyar bajnok Falco KC tagjai:
- Játékosok: Váradi Benedek, Juvonte Reddic (), Bíró Olivér, Perl Zoltán, Ron Curry (), Hódi Patrik. Tóth Norbert, Körmendi Bence, Stefan Balmazovic (), Verasztó Péter, Evan Bruinsma (), Darrin Govens (), Julian Norfleet (), Aliaksandr Pustahvar ().
- Edzők: Gasper Okorn (), Milos Konakov ().

A 2020-2021-ben magyar bajnok Falco KC tagjai:
- Játékosok: Kyan Anderson (), Keller Ákos, Perl Zoltán, Váradi Benedek, Benke Szilárd, Sövegjártó Ábel, Kovács Benedek, Doktor Péter, De'Quon Lake (), Boris Barac ( ), Dancsecs András, Evan Bruinsma (), Strahinja Milosevic (), Devin Searcy ().
- Edzők: Gasper Okorn (), Milos Konakov ().

## Jelenlegi játékosok
Utolsó módosítás: 2023. szeptember 14..
| Játékosok | Edzők |                  |       |          |                              |                          |
| \| Mezszám \| Név \| Ország \| Poszt \| Magasság \| Életkor \| Korábbi csapat \| \| ------- \| ------------------ \| ------ \| ----- \| -------- \| ---------------------------- \| ------------------------ \| \| 5 \| Matthew Tiby \| \| 4 \| 203 cm \| 1992. december 19. (32 éves) \| Antwerp \| \| 6 \| Keller Ákos \| \| 5 \| 208 cm \| 1989. március 28. (35 éves) \| Slask Wroclaw \| \| 7 \| Stefan Pot \| \| 2-1 \| 194 cm \| 1994. július 15. (30 éves) \| Kolossos \| \| 9 \| Perl Zoltán \| \| 2-3 \| 196 cm \| 1995. július 28. (29 éves) \| Movistar Estudiantes \| \| 15 \| Takács Zsolt \| \| 4-5 \| 198 cm \| 2003. október 20. (21 éves) \| Utánpótlásból került fel \| \| 21 \| Kovács Benedek \| \| 3-4 \| 201 cm \| 2001. február 22. (24 éves) \| AS Monaco Basket \| \| 22 \| Krivacsevics Markó \| \| 4-5 \| 205 cm \| 1996. november 7. (28 éves) \| Egis Körmend \| \| 24 \| Boris Barac \| \| 4-5 \| 206 cm \| 1992. február 22. (33 éves) \| Bahia San Agustin \| \| 25 \| Verasztó Péter \| \| 1-2 \| 192 cm \| 2001. március 29. (23 éves) \| Atomerőmű SE \| \| \| Pongó Marcell \| \| 1-2 \| 194 cm \| 1997. március 3. (28 éves) \| Alba Fehérvár \| \| \| Antonio Jordano \| \| 2 \| 190 cm \| 1999. február 25. (26 éves) \| Élan Chalon \| \| \| Tanoh Dez András \| \| 2 \| 190 cm \| 2002. március 29. (22 éves) \| Budapesti Honvéd \| \| \| Benke Szilárd \| \| 2-3 \| 197 cm \| 1995. május 22. (29 éves) \| Gravelines-Dunkerque \| \| \| Hansen Dániel \| \| 2-3 \| 191 cm \| 2004. \| Utánpótlásból került fel \| | Vezetőedző Milos Konakov Edző(k) Megjegyzés, jelmagyarázatA dőlttel szedett játékosok az U23-as szabálynak megfelelnek. A vastagon szedettek válogatott játékosok. Forrás |                  |       |          |                              |                          |
| Mezszám | Név | Ország           | Poszt | Magasság | Életkor                      | Korábbi csapat           |
| 5 | Matthew Tiby | USA              | 4     | 203 cm   | 1992. december 19. (32 éves) | Antwerp                  |
| 6 | Keller Ákos | magyar           | 5     | 208 cm   | 1989. március 28. (35 éves)  | Slask Wroclaw            |
| 7 | Stefan Pot | szerb            | 2-1   | 194 cm   | 1994. július 15. (30 éves)   | Kolossos                 |
| 9 | Perl Zoltán | magyar           | 2-3   | 196 cm   | 1995. július 28. (29 éves)   | Movistar Estudiantes     |
| 15 | Takács Zsolt | magyar           | 4-5   | 198 cm   | 2003. október 20. (21 éves)  | Utánpótlásból került fel |
| 21 | Kovács Benedek | magyar           | 3-4   | 201 cm   | 2001. február 22. (24 éves)  | AS Monaco Basket         |
| 22 | Krivacsevics Markó | magyar           | 4-5   | 205 cm   | 1996. november 7. (28 éves)  | Egis Körmend             |
| 24 | Boris Barac | bosnyák · horvát | 4-5   | 206 cm   | 1992. február 22. (33 éves)  | Bahia San Agustin        |
| 25 | Verasztó Péter | magyar           | 1-2   | 192 cm   | 2001. március 29. (23 éves)  | Atomerőmű SE             |
| | Pongó Marcell | magyar           | 1-2   | 194 cm   | 1997. március 3. (28 éves)   | Alba Fehérvár            |
| | Antonio Jordano | horvát           | 2     | 190 cm   | 1999. február 25. (26 éves)  | Élan Chalon              |
| | Tanoh Dez András | magyar           | 2     | 190 cm   | 2002. március 29. (22 éves)  | Budapesti Honvéd         |
| | Benke Szilárd | magyar           | 2-3   | 197 cm   | 1995. május 22. (29 éves)    | Gravelines-Dunkerque     |
| | Hansen Dániel | magyar           | 2-3   | 191 cm   | 2004.                        | Utánpótlásból került fel |

| Mezszám | Név                | Ország           | Poszt | Magasság | Életkor                      | Korábbi csapat           |
| ------- | ------------------ | ---------------- | ----- | -------- | ---------------------------- | ------------------------ |
| 5       | Matthew Tiby       | USA              | 4     | 203 cm   | 1992. december 19. (32 éves) | Antwerp                  |
| 6       | Keller Ákos        | magyar           | 5     | 208 cm   | 1989. március 28. (35 éves)  | Slask Wroclaw            |
| 7       | Stefan Pot         | szerb            | 2-1   | 194 cm   | 1994. július 15. (30 éves)   | Kolossos                 |
| 9       | Perl Zoltán        | magyar           | 2-3   | 196 cm   | 1995. július 28. (29 éves)   | Movistar Estudiantes     |
| 15      | Takács Zsolt       | magyar           | 4-5   | 198 cm   | 2003. október 20. (21 éves)  | Utánpótlásból került fel |
| 21      | Kovács Benedek     | magyar           | 3-4   | 201 cm   | 2001. február 22. (24 éves)  | AS Monaco Basket         |
| 22      | Krivacsevics Markó | magyar           | 4-5   | 205 cm   | 1996. november 7. (28 éves)  | Egis Körmend             |
| 24      | Boris Barac        | bosnyák · horvát | 4-5   | 206 cm   | 1992. február 22. (33 éves)  | Bahia San Agustin        |
| 25      | Verasztó Péter     | magyar           | 1-2   | 192 cm   | 2001. március 29. (23 éves)  | Atomerőmű SE             |
|         | Pongó Marcell      | magyar           | 1-2   | 194 cm   | 1997. március 3. (28 éves)   | Alba Fehérvár            |
|         | Antonio Jordano    | horvát           | 2     | 190 cm   | 1999. február 25. (26 éves)  | Élan Chalon              |
|         | Tanoh Dez András   | magyar           | 2     | 190 cm   | 2002. március 29. (22 éves)  | Budapesti Honvéd         |
|         | Benke Szilárd      | magyar           | 2-3   | 197 cm   | 1995. május 22. (29 éves)    | Gravelines-Dunkerque     |
|         | Hansen Dániel      | magyar           | 2-3   | 191 cm   | 2004.                        | Utánpótlásból került fel |

## Válogatott játékosok
A klub történetében ezidáig három felnőtt válogatott játékost adott a nemzeti csapatba: az 1990-es évek végén és a 2000-es évek elején Kálmán László 78, Pankár Tibor 57 alkalommal húzhatta magára a címeres mezt. A játékosok 2006-ban, Meszlényi Róbert szövetségi kapitány döntése alapján - több hasonló korú játékossal együtt - kikerültek a válogatott keretből.
2008-ban az aktuális kapitány, Sztojan Ivkovics a 21 éves, korábbi sokszoros utánpótlás-válogatott Váradi Kornélt hívta be a nemzeti csapatba. Váradi nem játszott tétmeccsen a 2008-as Eb-selejtezőkön, melyek után Szolnokra igazolt.
2009 nyarán a klub leigazolta a válogatottban korábban szintén számos alkalommal szereplő Horváth Zoltánt, aki a 2009-es Eb-selejtezők mindegyikén pályára lépett.
A csapat saját nevelésű játékosa, Szabó Zsolt a 2011-es és a 2013-as Eb selejtezőin egyaránt játszott (2010-ben a Soproni KC játékosaként, 2012 nyarán a Falcoból igazolt az Albacomphoz).

## Utánpótlás
Az egyesület nagy hangsúlyt fektet az utánpótlás korú játékosok nevelésére. A Falco KC-Szombathelyi Sportiskola korosztályos utánpótlás csapataiban közel 300 játékos kosárlabdázik.
Sikeres felnőtt csapata mellett a klub egy junior, egy ifjúsági, egy kadett, öt serdülő és hét gyermek csapatot működtet, és előkészítő csapattal is rendelkezik.
Az utánpótlás csapatok közül a legnagyobb sikereket az 1996/97 és az 1997/98-as szezonban érte el a klub: mindkétszer a második helyen végzett (a Diana SE, illetve a MAFC mögött), míg az 1998/99-as idényt az ötödik helyen zárta a csapat.
A különböző korosztályos válogatottakban - a kiváló utánpótlás-nevelő munka eredményeként - rendszeresen találkozhatunk Falco játékosok neveivel.

## Visszavonultatott mezszám
2009 decemberében a csapat válogatott játékosa, Horváth Zoltán közlekedési balesetben elhunyt. Tiszteletére a klub visszavonultatta az általa viselt 18-as mezt.
2013-ban a csapat ikonja, Kálmán László bejelentette, hogy 21 szezon után abbahagyja a profi pályafutását. Tiszteletére a klub visszavonultatta az általa viselt 8-as számú mezt.